# Pladenbach

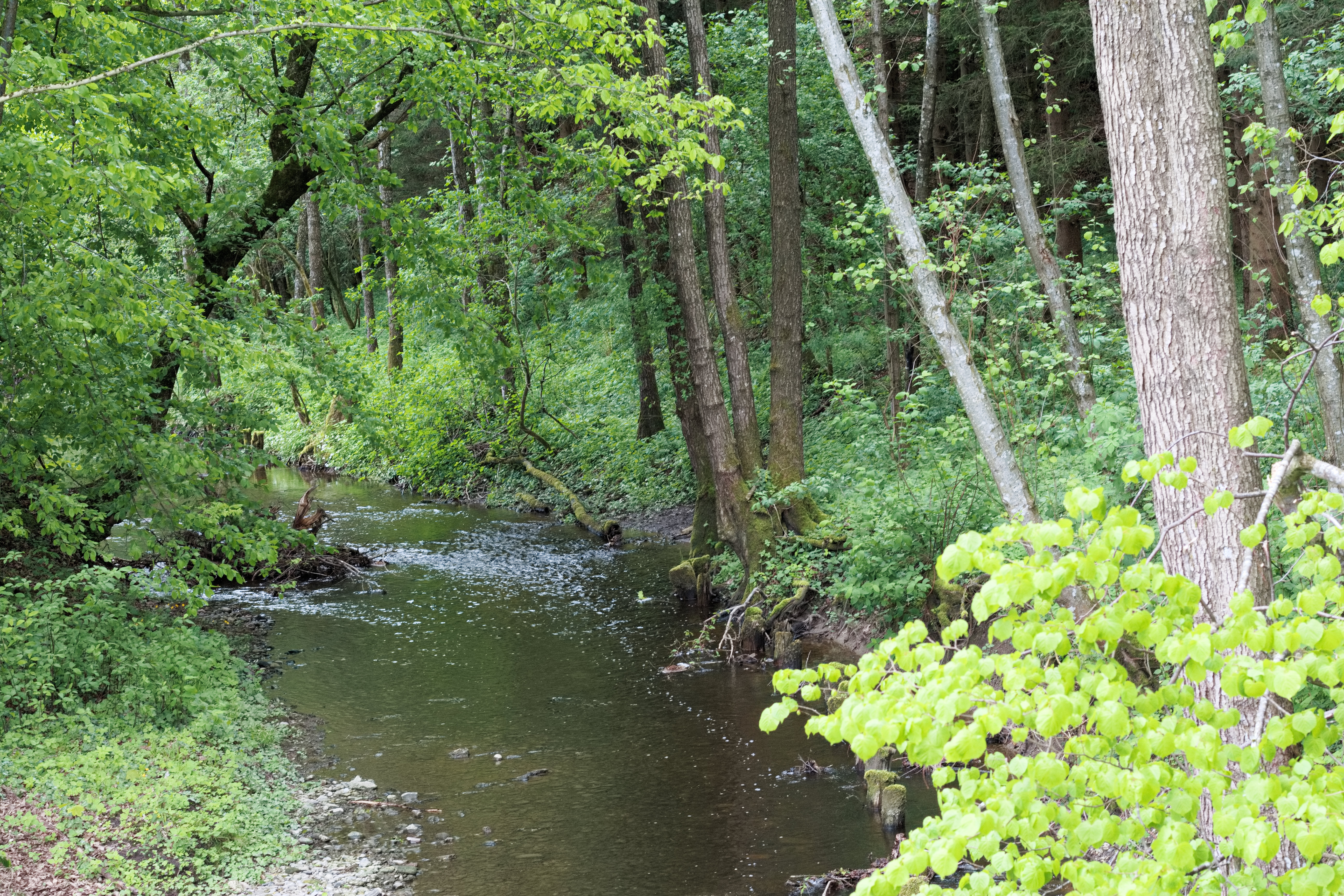
Der Pladenbach bei Jauchsdorf

Der Pladenbach, örtlich selten auch Echinger Bach, ist ein 18 km langer, orographisch linker und größter Nebenfluss der Moosach im Bezirk Salzburg-Umgebung. Er entspringt im Gemeindegebiet von Lamprechtshausen und mündet bei Kirchberg (Gemeinde St. Pantaleon) in die Moosach.

## Verlauf
Der Pladenbach entsteht nordöstlich der Ortschaft Stockham (Gemeinde Lamprechtshausen), welche er anschließend als noch unbeständiges Bächlein passiert. Bei Schwerting (Gemeinde Lamprechtshausen) mündet mit dem von links zufließenden Astengraben sein erster Zubringer ein.
Der nun beständige Bach bildet nach rund sechs Kilometer seines Laufs für die nächsten knappen 4,5 km die Gemeindegrenze zwischen Lamprechtshausen und Bürmoos. Am Beginn dieses Abschnitts fließt von links der Hausmonigerbach zu, in den nur 500 Meter vor seiner eigenen Mündung der kürzere Spazeigraben einfließt. Nur wenig flussabwärts mündet dann mit dem Bürmooser Seebach, dem künstlichen Abfluss des Bürmooser Sees, ein weiterer Zufluss ein.
Nachdem der Pladenbach bisher ab der Quelle im Wesentlichen einen steten südwestlichen Verlauf genommen hat, biegt er nach dem Abschnitt als Gemeindegrenze bei Jauchsdorf (Gemeinde Sankt Georgen bei Salzburg) Richtung Nordwesten und nimmt dort von rechts den 3,2 km langen, aus Bürmoos kommenden Rothbach auf.
In seinem weiteren Lauf passiert der Pladenbach die Sankt Georgener Ortschaften Obereching und Untereching und fließt ab dort parallel zur weiter westlich fließenden Salzach. Nachdem er Irlach (Gemeinde St. Georgen bei Salzburg) passiert und die Grenze zwischen dem Land Salzburg und Oberösterreich überquert hat, mündet der Pladenbach bei Kirchberg von links in die Moosach, nur etwa einen Kilometer, bevor diese in die Salzach mündet.